# Танаро (река)
Та́наро (итал. Tanaro, пьем. Tani) — река в Италии, правый приток По, протекает по территории областей Пьемонт и Лигурия.
Длина — 276 км, площадь бассейна — 8234 км². Средний расход в устье 78 м³/с. Танаро самый многоводный среди правых притоков По.
Вторая по величине река в регионе Пьемонт и 6-я по длине река Италии. Берёт начало в Лигурийских Альпах. Названа в честь галльского бога времени — «Taranusa». Питание реки горное, смешанное:— частично альпийское, частично апеннинское.
На протяжении истории река довольно часто становилась причиной наводнений. В двухсотлетний период с 1801 по 2001 год в бассейне реки было отмечено 136 случаев затопления близлежащих поселений, самое масштабное наводнение зафиксировано в ноябре 1994 года, когда был затоплен и частично разрушен город Алессандрия.
Основные притоки: Бельбо, Бормида, Стура-ди-Демонте.